# Jasmin Moghbeli
Jasmin Moghbeli (født 24. juni 1983) er en amerikansk testpilot fra det amerikanske marinekorps og NASA-astronaut. Hun er uddannet fra Massachusetts Institute of Technology, Naval Postgraduate School (en) og Naval Test Pilot School (en). Moghbeli var kommandør for SpaceX Crew-7 og flyingeniør ombord på Den Internationale Rumstation for Ekspedition 69/70. 

## NASA-karriere
I juni 2017 blev Moghbeli udvalgt til NASA Astronaut Gruppe 22, og påbegyndte sin toårige træning. 
I januar 2020 dimitterede hun sammen med 13 andre fra NASAs astronautkandidatuddannelsesprogram, hvilket officielt gjorde hende "berettiget til rumflyvninger, herunder opgaver til Den Internationale Rumstation, Artemis-missioner til Månen og i sidste ende missioner til Mars". 
I marts 2022 blev hun udpeget som kommandør for SpaceX Crew-7-missionen til Den Internationale Rumstation. Missionen, hendes første rumflyvning, blev opsendt til rumstationen den 26. august 2023.  Den 12. marts 2024 returnerede Crew-7 til Jorden og landede ud for Floridas kyst efter at have tilbragt 199 dage i rummet og kredset om Jorden 3.184 gange. 